# Fosfat de piridoxal
Fosfat de piridoxal (PLP, piridoxal-5’-fosfat, P5P) és un grup prostètic d'alguns enzims. Se sintetitza a partir de la vitamina piridoxina, anomenada també vitamina B6, la qual està formada per tres compostos orgànics naturals: piridoxal, piridoxamina i piridoxina.

## Funció com a coenzim
El fosfat de piridoxal funciona com un transportador intermediari de grups amino al centre actiu de les aminotransferases. Experimenta transformacions reversibles entre la seva forma aldehid, piridoxal fosfat, que pot acceptar un grup amino; i la seva forma aminada, fosfat de piridoxamina, que pot cedir el seu grup amino a un alfa-cetoàcid. El grup aldehid reactiu del PLP generalment funciona en les reaccions catalitzades per enzims formant un enllaç covalent amb els dos grups amino dels aminoàcids. El nitrogen carregat positivament de l'anell extreu electrons d'un enllaç dels aminoàcids units, donant lloc a la ruptura d'aquest enllaç.
El fosfat de piridoxal està generalment unit de manera covalent al centre actiu de l'enzim a través d'un enllaç aldimí (Base de Schiff) al grup ε-amino d'un residu de Lys(lisina).
El fosfat de piridoxal intervé en una sèrie de reaccions dels carbonis α, β, ɣ dels aminoàcids. Les reaccions al carboni α inclouen racemitzacions (interconversions de L- i D- aminoàcids) i descarboxilacions, a part de transaminacions. El fosfat de piridoxal té el mateix paper químic en totes aquestes reaccions. Es trenca un dels enllaços amb el carboni α del substrat eliminant un protó o un grup carboxil. El parell electrònic queda lliure sobre el carboni α, forma un carbanió molt inestable però el fosfat de piridoxal l'estabilitza per ressonància. L'estructura altament conjugada del PLP permet que es produeixi la deslocalització de la càrrega negativa.
A més, l'enzim PLP és utilitzat per les aminotransferases (o transaminases) que actuen sobre sucres poc usuals com la perosamina o la desosamina. En aquestes reaccions, el PLP reacciona amb el glutamat, el qual transfereix el seu grup alfa-amino al PLP per formar piridoxamina fosfat (PMP). Tot seguit la PMP transfereix el seu nitrogen al sucre, formant-se així un aminoglícid.
El PLP també intervé en diverses reaccions de beta-eliminació com les dutes a terme per la serina deshidratasa i la GDP-4-ceto-6-desoximannosa-3-deshidratasa GDP-4-keto-6-deoxymannose-3-dehydratase (ColD).
- El PLP també és actiu en la reacció de condensació de la síntesi del grup hemo.
- El PLP no és necessari per a la reacció de transaminació del catabolisme de la lisina.
- El PLP participa en la conversió de Dopa a Dopamina
- El PLP permet la conversió del neurotransmissor excitador Glutamat al neurotransmissor inhibidor GABA
- El PLP també permet que el SAM (S-adenosil metionina, que és un co-substrat que intervé en la transferència de grups metil) sigui descarboxilat a la forma propilamina, que és un precursor de les poliamines.
- El PLP duu terme la conversió d'histidina a histamina per la via de descarboxilació.

## Exemple no clàssic de PLP
El grup prostètic PLP també es troba a l'enzim glicogen fosforilasa en el fetge, on és utilitzat per trencar glicogen en la glicogenòlisi quan arriben els senyals de glucagó o adrenalina.
Tot i que la gran majoria d'enzims dependents de PLP formen una aldimina interna amb PLP en un residu Lys, hi ha alguns enzims PLP- dependents que no tenen aquest residu de lisina. En aquests enzims, en comptes d'una lisina, hi ha una histidina, que no pot formar l'aldimina interna i per tant, el cofactor mai es lliga covalentment a l'enzim. Un exemple d'aquest tipus d'enzim és la GDP-4-cet-6-deoximannosa-3-dehidratasa (ColD)

## Biosíntesi
El grup PLP és sintetitzat a partir del piridoxal per l'enzim piridoxal-cinasa i requereix la hidròlisi d'un ATP. És metabolitzat al fetge.